# Estero Upeo
El estero Upeo es un curso natural de agua que nace en la cordillera de los Andes, fluye en la Región del Maule para desembocar en el río Lontué. Pertenece a la cuenca del río Mataquito.

## Trayecto
El estero nace en la precordillera, no lejos del nacimiento del río Claro (Teno), que esta al este y separado por la divisoria de las aguas. Sube en dirección NO sin recibir más que pequeños afluentes. Después de recorrer unos 30 km, gira hacia el SSO y continua en esa dirección hasta desembocar a la derecha del río Lontué.

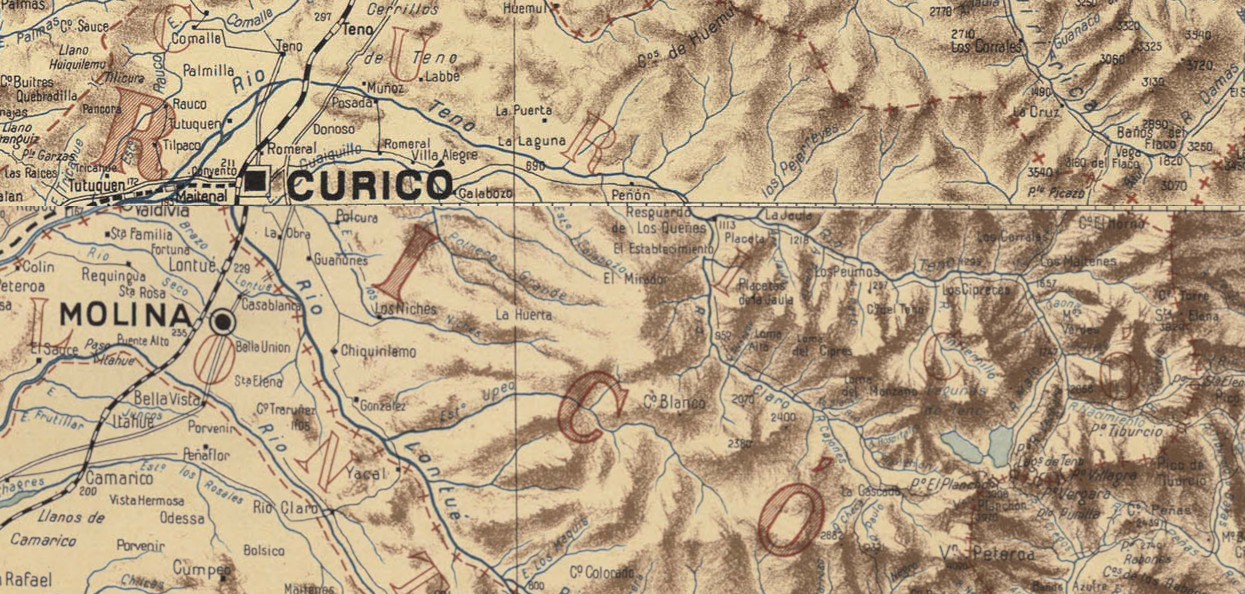
Estero Upeo al sureste de la ciudad de Molina, en un mapa de Luis Risopatrón de 1910. A su izquierda (al otro lado del río Lontué) fluye el río Claro de Talca y a su derecha el río Claro de Teno. Imagen elaborada a partir de dos mapas de Luis Risopatrón.

## Caudal y régimen
El estero tiene una estación de monitoreo instalada poco antes de su confluencia con el río Teno, a 450 m s. n. m. Los registros de la estación muestran claramente un régimen pluvial con crecidas en los meses de invierno, resultado de las lluvias de mayo a julio.: 43 

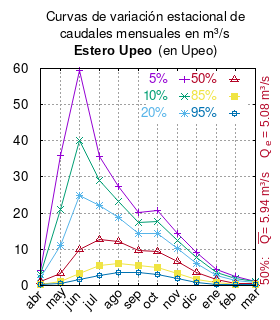
Curvas de variación estacional del estero Upeo en Upeo.

El caudal del río (en un lugar fijo) varía en el tiempo, por lo que existen varias formas de representarlo. Una de ellas son las curvas de variación estacional que, tras largos periodos de mediciones, predicen estadísticamente el caudal mínimo que lleva el río con una probabilidad dada, llamada probabilidad de excedencia. La curva de color rojo ocre (con {\displaystyle {\color {Red}\vartriangle }}) muestra los caudales mensuales con probabilidad de excedencia de un 50%. Esto quiere decir que ese mes se han medido igual cantidad de caudales mayores que caudales menores a esa cantidad. Eso es la mediana (estadística), que se denota Qe, de la serie de caudales de ese mes. La media (estadística) es el promedio matemático de los caudales de ese mes y se denota {\displaystyle {\overline {Q}}}. 
Una vez calculados para cada mes, ambos valores son calculados para todo el año y pueden ser leídos en la columna vertical al lado derecho del diagrama. El significado de la probabilidad de excedencia del 5% es que, estadísticamente, el caudal es mayor solo una vez cada 20 años, el de 10% una vez cada 10 años, el de 20% una vez cada 5 años, el de 85% quince veces cada 16 años y la de 95% diecisiete veces cada 18 años. Dicho de otra forma, el 5% es el caudal de años extremadamente lluviosos, el 95% es el caudal de años extremadamente secos. De la estación de las crecidas puede deducirse si el caudal depende de las lluvias (mayo-julio) o del derretimiento de las nieves (septiembre-enero).

## Historia
Francisco Solano Asta-Buruaga y Cienfuegos escribió en 1899 en su obra póstuma Diccionario Geográfico de la República de Chile sobre la zona:
Upeo (Cerro de).-—Cabezo de las sierras occidentales de la cordillera de los Andes en la parte del departamento de Curicó al SE. de su capital. Se levanta por los 35º 08' Lat. y 75° 07' Lon. á 968 metros sobre el nivel del Pacífico. Es plano en su cima y por esto lo denominan comunmente mesa de Upeo. Por su inmediación del sur corre un riachuelo de su nombre, que entra en la derecha del rio Lontué próximo á ese punto. Tiene también inmediato un fundo de su misma denominación y de terrenos fértiles. Entre las quiebras de la base de este cerro se encuentra cierta especie de betún mineral, tal vez petróleo, llamado por los indios upe y de aquí proviene el título.

## Población, economía y ecología
Se ha proyectado la construcción de un embalse para mejor aprovechamiento de sus aguas.: 1 